# Gabriela Ramos
Gabriela Ramos (nacida el 8 de abril de 1964 en Michoacán, México) es una economista, diplomática y funcionaria internacional mexicana. En 2020, fue nombrada Subdirectora General de Ciencias Sociales y Humanas en la UNESCO. 
En marzo de 2025, el Gobierno de México presentó su candidatura para el cargo de directora general de la UNESCO para el período 2026-2029. Las elecciones se celebrarán en octubre de 2025.
Antes de esto, ocupó el cargo de Jefa de Gabinete y Sherpa en la OCDE desde 2000 hasta 2020. Durante ese período, impulsó numerosas reformas importantes a través de acuerdos internacionales. En particular, contribuyó a la reforma del régimen fiscal internacional, la lucha contra la evasión y erosión fiscales, el Acuerdo de París sobre el cambio climático (apoyando especialmente el financiamiento a los países en desarrollo) y, más recientemente, promovió el desarrollo ético y el despliegue de la inteligencia artificial mediante un marco internacional que abarca 194 países. A Gabriela Ramos le apasiona utilizar datos probatorios para impulsar cambios y ha trabajado en favor de reformas políticas de gran envergadura en áreas como la educación (notablemente a través del programa PISA), la salud, la igualdad de género y las telecomunicaciones.

## Biografía
Ramos se graduó con una licenciatura en relaciones internacionales por la Universidad Iberoamericana y recibió una maestría en políticas públicas en la Escuela Harvard Kennedy de la Universidad de Harvard. Está casada con Ricardo López, con quien tiene dos hijas, Paula y Julia.

### Trayectoria profesional
Ramos ocupó varios cargos en el gobierno mexicano, primero como parte del Servicio Exterior y como asesora del Ministro de Relaciones Exteriores y del Ministro de Presupuesto, y más tarde como Directora de Asuntos Económicos y de la OCDE en la Secretaría de Relaciones Exteriores de México, entre 1995 y 1998. Entre los años 1998 y 2000, Gabriela Ramos fue socia fundadora de Portico, un consultorio de políticas públicas. En este puesto, apoyó al Instituto Nacional Electoral en México para permitir que los mexicanos en el extranjero votaran en las elecciones presidenciales, lo cual fue un avance y contribuyó al progreso democrático de México. También participó en una importante campaña ambiental contra la construcción de una fábrica de sal en Laguna San Ignacio, asegurando la protección de la reserva de biosfera en el Golfo de California y el santuario de ballenas. 
De 2000 a 2006, trabajó como directora del Centro de México de la OCDE, cubriendo México y América Latina.En este puesto, mejoró las contribuciones de la OCDE para mejorar la calidad de los marcos normativos y las instituciones en México. Trabajando con el Ministerio de Salud, apoyó el diseño del "Seguro Popular", que otorgó cobertura médica a 50 millones de mexicanos no asegurados.
También contribuyó a mejorar las leyes de competencia en México y, después de presentar los primeros resultados para México del Programa Internacional para la Evaluación de Estudiantes (PISA) de la OCDE en 2003, contribuyó a la creación del Instituto Nacional para la Evaluación de la Educación (INEE), lo cual fue esencial para aumentar la transparencia y el rendimiento en el sistema educativo. El INEE fue elevado al nivel constitucional en 2016.
En 2006, Ramos se trasladó a París para desempeñarse como Subdirectora de Gabinete de la OCDE. En el año 2008, fue nombrada Directora de Gabinete del Secretario General de la OCDE, José Ángel Gurría, Sherpa para el G20, G7 y APEC. En la OCDE, también lideró la iniciativa de "Crecimiento Incluyente"de la organización y la iniciativa "Nuevos Enfoques para el Crecimiento Económico" (NAEC).La iniciativa de Crecimiento Incluyente tenía como objetivo garantizar que los beneficios del crecimiento económico se compartieran de manera amplia, reduciendo la desigualdad y promoviendo la igualdad de oportunidades para todos. Como parte de la iniciativa, lanzó y co-presidió el Business4InclusiveGrowth. Mientras tanto, NAEC buscaba redefinir el éxito económico incorporando medidas más amplias, como sostenibilidad, bienestar social y resiliencia, abordando los desafíos de la economía global moderna.
Durante este período, la Organización creció en importancia, presupuesto y personal, y se lograron importantes reformas (financieras y de recursos humanos). Gracias a la reforma financiera que supervisó desde la Secretaría, la OCDE logró mitigar el impacto negativo de la crisis financiera y vio aumentar su presupuesto en un 68%. El proceso de adhesión, que estuvo estancado durante una década, se desbloqueó, y durante este período, 8 nuevos países se unieron a la Organización (Chile, Colombia, Costa Rica, Estonia, Israel, Letonia, Lituania, Eslovenia), y se preparó el terreno para nuevos miembros, como Brasil o Indonesia.
En 2011, lanzó la Estrategia de Género, que abrió la puerta para que la Organización tuviera un impacto en este tema en varios países. En México, esto condujo a la cuota de género en el Congreso, mejoró el liderazgo de las mujeres y permitió la derogación de leyes discriminatorias. Más recientemente, fue parte del Consejo Asesor de Igualdad de Género (GEAC) durante la presidencia alemana del G7. Esto le permitió ganar el premio de Excelencia de Forbes en 2017 y 2018, así como ser incluida en la lista de las 100 personas más influyentes en políticas de género de Apolitical en 2018 y 2019.
Como la primera Sherpa de la OCDE ante el G20, aseguró que la organización apoyara las diferentes presidencias del G20 con evidencia y piezas analíticas para que los miembros del grupo lograran consenso. Las principales entregas supervisadas por Ramos incluyeron el seguimiento de las medidas de proteccionismo comercial y de inversión que evitaron políticas perjudiciales para los países que habrían socavado los esfuerzos para abordar la recesión económica vinculada a los mercados financieros. También contribuyó a la importante tarea de la OCDE en el G20, que fue la reforma del régimen fiscal internacional, lo que permitió a los estados miembros aumentar los ingresos fiscales por millones.
También proporcionó evidencia y apoyó la presidencia australiana para lograr el "Objetivo de Brisbane", el primer acuerdo del G20 sobre igualdad de género, que contribuyó a la creación del W20. La OCDE fue encargada de monitorear, junto con la OIT, el cumplimiento del objetivo.
Durante sus 10 años como Sherpa, también apoyó los esfuerzos de los miembros para adoptar agendas estructurales, como el Plan de Innovación (Guangzhou), el objetivo juvenil (Antalya) y los Principios de Inteligencia Artificial (Osaka). Supervisó, además, los consejos de políticas dirigidos que la OCDE brindó a los estados miembros, apoyando reformas políticas. Entre las tareas importantes estuvieron la cuantificación de propuestas de reformas políticas en Francia y la reforma del sector de telecomunicaciones en México, que llevó al aumento de 50 millones de nuevos suscriptores de telefonía móvil y una disminución del 70% en los precios. Se brindó apoyo a todos los miembros en diferentes políticas, ya fueran pensiones, reformas fiscales o el impacto del Brexit. El presidente de la COP21 en 2015, Laurent Fabius, solicitó a la OCDE que cuantificara el apoyo financiero de las economías avanzadas a los países en desarrollo, y supervisó el trabajo que fue considerado esencial para lograr el acuerdo climático. En la COP21, supervisó, promovió y presentó a la UNCC, donde la OCDE presentó por primera vez.
En 2020, la directora general de la Unesco, Audrey Azoulay, nombró a Ramos como Subdirectora General para las Ciencias Sociales y Humanas.
En 2021, Gabriela Ramos fue considerada como una "agente de cambio excepcional" al observar la entrega de la Organización.
Su mandato continúa marcado por contribuciones significativas en el escenario internacional, impulsando acuerdos globales que se traducen en resultados tangibles. Desde su nombramiento, sus esfuerzos se han centrado en mejorar la influencia de la UNESCO en la intersección de la ciencia y la política. Ha priorizado promover el uso ético y el desarrollo de la ciencia y la tecnología, con un enfoque particular en el potencial transformador y los riesgos de la inteligencia artificial y la neurotecnología. Estas iniciativas buscan asegurar que los avances tecnológicos estén alineados con los derechos humanos y los estándares éticos, fomentando la equidad global y el progreso.
En 2024, Gabriela Ramos fue galardonada con el premio de líder en políticas de IA del Center for AI and Digital Policy.
Gabriela Ramos fue finalista del Premio Mujer de Influencia 2024 en la categoría de política.
Otras iniciativas incluyen:
- Redactar y supervisar la adopción por parte de los 193 países miembros de la UNESCO de la Recomendación sobre la Ética de la Inteligencia Artificial (IA) en noviembre de 2021. [3]Este texto es el primer instrumento normativo destinado a proporcionar un marco ético para el desarrollo de la IA que ha logrado consenso a nivel mundial. Para julio de 2024, los principios establecidos por la Recomendación se implementaban en los marcos institucionales y legales de más de 60 países, gracias al Método de Evaluación de Preparación (RAM), desarrollado bajo el liderazgo de Gabriela Ramos. En mayo de 2024, Chile lanzó su Política Nacional de IA y un proyecto de ley basado en las recomendaciones hechas por la UNESCO en su informe sobre el estado de preparación del país. La adopción de la Recomendación de la UNESCO también ha sido seguida por el desarrollo de una red de expertos e iniciativas que comprenden a los principales actores en el campo de la IA, desde el Observatorio Global de Ética y Gobernanza de la IA hasta el Consejo Empresarial para la Ética de la IA, en el que participan gigantes de la industria como Microsoft, Salesforce y Telefónica.[28]
- La organización anual del Foro Global contra el Racismo y la Discriminación.[29]
- Revitalización del Programa de Gestión de Transformaciones Sociales (MOST), que reúne a académicos y tomadores de decisiones para mejorar las políticas públicas dirigidas a abordar las desigualdades y otras tendencias que impactan nuestras sociedades, incluida la organización de las primeras ediciones del Foro MOST. Se ha logrado un progreso significativo con la primera colaboración con la DG Reform de la UE y los estados miembros de la UE implementando reformas estructurales que promueven el desarrollo sostenible, fortalecen la gobernanza y garantizan el uso ético y responsable de tecnologías emergentes como la IA.[30]Además, lideró el establecimiento de la Coalición MOST-BRIDGES de la UNESCO, que integra las humanidades, las ciencias sociales y el conocimiento indígena de manera multidisciplinaria para avanzar en los cambios de comportamiento necesarios para la crucial transición climática que tenemos por delante.[31]

### Otros cargos desempeñados
- Miembro del Comité Directivo de la organización Paris Peace Forum.[3]
- Miembro del Comité Directivo de la Comisión COVID-19 de Lancet y de la Comisión Lancet sobre Violencia de Género y Maltrato de Jóvenes.[3]
- Miembro del Consejo Ejecutivo para la Igualdad de Género del G7 (GEAC).[3][32]

## Distinciones y condecoraciones
En el 2013, fue condecorada por el presidente francés François Hollande como miembro de la Orden del Mérito en grado de Chevalier.
Se le concedió el Premio Forbes a la Excelencia en la Gestión de 2017 y también fue incluida en la lista de las 100 personas más influyentes en política de género de Apolitical.